# 克魯岩
克魯岩（英語：Crewe Rock），是南極洲的岩石，位於南喬治亞群島，處於克魯角以東0.2公里，海拔高度3米，名稱來自克魯角，該岩石由英國海外領土管轄。